# 시파 (음식)
시파(과라니어: chipa) 또는 치파(스페인어: chipa)는 파라과이의 치즈빵이다. 이웃한 브라질과 아르헨티나에서도 즐겨 먹는다. 카사바 녹말가루와 파라과이 치즈로 만들며, 때로 옥수수가루를 섞거나 파라과이 치즈 외에 간 치즈를 추가해 만들도 한다. 둥근 고리 모양이 특징이다. 브라질에서는 끝이 이어지지 않은 발굽 모양으로 만들기도 한다.

## 이름
과라니어 "시파(chipa)"는 여러 가지 빵이나 케이크를 일컫는 말이며, 녹말가루로 만든 치즈빵은 "녹말 시파"라는 뜻의 시파 아라미롱(과라니어: chipa aramirõ)으로도 불린다.
스페인어 발음은 "치파"이며, 과라니어와 스페인어가 함께 쓰이는 파라과이에서는 스페인어 발화에서도 과라니어 발음인 "시파"가 유지되기도 한다. 파라과이 스페인어에서 "치파"는 강세가 첫 음절인 "치(chi)"에 있는 여성 명사이다. 지소형 또한 여성형 지소사 "-이타(-ita)"가 붙은 "치피타(chipita)"이다. 아르헨티나 스페인어에서는 억음 부호가 붙은 "chipá"로 적으며, 강세가 둘째 음절인 "파(pá)"에 있는 남성 명사이다. 지소형 또한 남성형 지소사 "-이토(-ito)"가 붙은 "치파시토(chipacito)"이다.
포르투갈어 발음은 과라니어와 같은 "시파"이다. 여성 명사이며, 지소형 또한 여성형 지소사 "-이냐(-inha)"가 붙은 "시피냐(chipinha)"이다.

## 만들기
주 재료는 카사바 녹말가루이며, 옥수수가루를 섞기도 한다. 달걀과 버터, 우유, 아니스를 넣고 반죽한 녹말가루 반죽에 파라과이 치즈를 섞는다. 그 외에 간 치즈를 추가하기도 한다. 반죽을 손으로 길쭉하게 민 다음, 고리 모양으로 만들어 굽는다. 전통적으로는 흙으로 만든 커다란 불가마인 "타타쿠아(tatakua)"에서 구워 내며, 현대에는 오븐에 굽기도 한다.

## 같이 보기
- 알모하바나
- 쿠냐페
- 판 데 보노
- 판 데 유카
- 판 데 케소
- 팡 지 케이주